# Дрожање
Дрожање (словен. Drožanje) је насељено место у општини Севница, Посавска регија, Словенија.

## Историја
До територијалне реорганизације у Словенији било је у саставу старе општине Севница.

## Становништво
У попису становништва из 2011. године, Дрожање је имало 136 становника.
| Број становника према пописима | Број становника према пописима | Број становника према пописима |
| ------------------------------ | ------------------------------ | ------------------------------ |
| 1991                           | 2002                           | 2011                           |
| 145                            | 128                            | 136                            |

## Галерија
- римокатоличка црква "Свети Мартин"
- римокатоличка црква "Свети Рок"